# Benbane Head

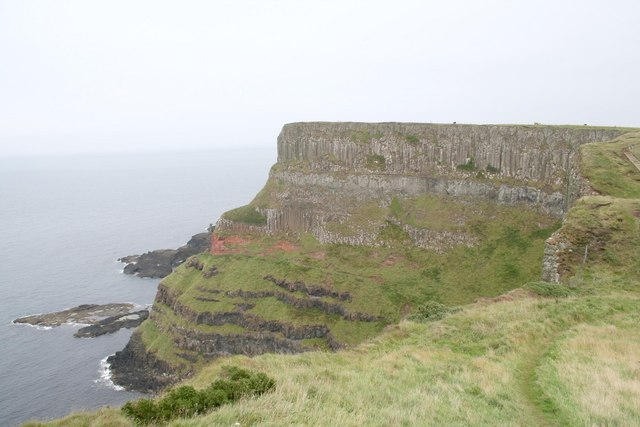
Benbane Head

Benbane Head, o Benbane (dalla lingua irlandese: an Bhinn Bhán, che significa "promontorio bianco") rappresenta il punto più settentrionale dell'Irlanda del Nord, se si escludono le isole (nel qual caso, il punto più settentrionale sarebbe l'isola di Rathlin). Si trova nella Contea Antrim, presso il Selciato del gigante, che si trova tra Causeway Head e Benbane Head. I villaggi più vicini sono quelli di Bushmills e Portballintrae.